# 2008年夏季奥林匹克运动会冈比亚代表团
2008年夏季奥林匹克运动会岡比亞代表团会参加2008年8月8日至24日在中国北京主办的第29届夏季奥运。代表团包括3位参赛者，分別參與兩個項目。

## 田径
- Fatou Tiyana（女子100米、200米）
- Suwaibou Sanneh（男子100米、200米）

## 拳擊
- Badou Jack